# 三田完
三田 完（みた かん、1956年3月18日 - ）は、日本の小説家、俳人。

## 略歴
- 本名・長谷川敦。埼玉県浦和市（現・さいたま市）出身。慶應義塾志木高等学校、慶應義塾大学文学部卒業。父はフルート奏者の長谷川博、母は俳人の長谷川秋子。祖父母は長谷川零余子・長谷川かな女であるが、父博は零余子、かな女夫妻の養子である。
- NHKでテレビディレクター、プロデューサーとして勤務、主に歌謡番組を担当。退職後オフィス・トゥー・ワンでテレビ番組、音楽プロデュースに携わり、ニュースステーションの名物コーナーだった「最後の晩餐」などを担当。また、阿久悠のブレーンとして、その作詞、出版活動に関わっていた。
- 2000年、「櫻川イワンの恋」で第80回オール讀物新人賞を受賞。
- 2007年、『俳風三麗花』で第137回直木三十五賞候補。
- TBSラジオ「小沢昭一の小沢昭一的こころ」の筋書き（脚本）作家のひとりで、小沢の生前最後の番組収録に立ち合った。

## 作品リスト

### 小説
- 絵子（2001年8月、文藝春秋）
- 暗闇坂（2003年6月、文藝春秋）
- 俳風三麗花（2007年4月、文藝春秋）
- 乾杯屋（2008年4月、文藝春秋）
- 当マイクロフォン（2008年6月、角川書店）
- 櫻川イワンの恋（2009年6月、文藝春秋）
- マリちゃん（2009年7月、幻冬舎）
- 草の花（2011年5月、文藝春秋）
- モーニングサービス（2012年1月、新潮社）
- 黄金街（2012年4月、講談社）
- 俳魁(2014年2月、角川書店）
- 鵺（2018年3月、角川書店）

### 共著
- １０分間の官能小説集（2012年6月、講談社文庫）……短編「鼈（スッポン）」所収

### エッセイ集
- 歌は季につれ(2013年2月、幻戯書房)

### 評伝
- プレイバック 70〜80年代のスター群像を創り上げたスーパー・プロデューサー酒井政利の輝跡（1995年7月、三天書房）
- あしたのこころだ　小沢昭一的風景を巡る(2015年3月、文藝春秋)
- 不機嫌な作詞家　阿久悠日記を読む（2016年7月、文藝春秋）